# Ruffe

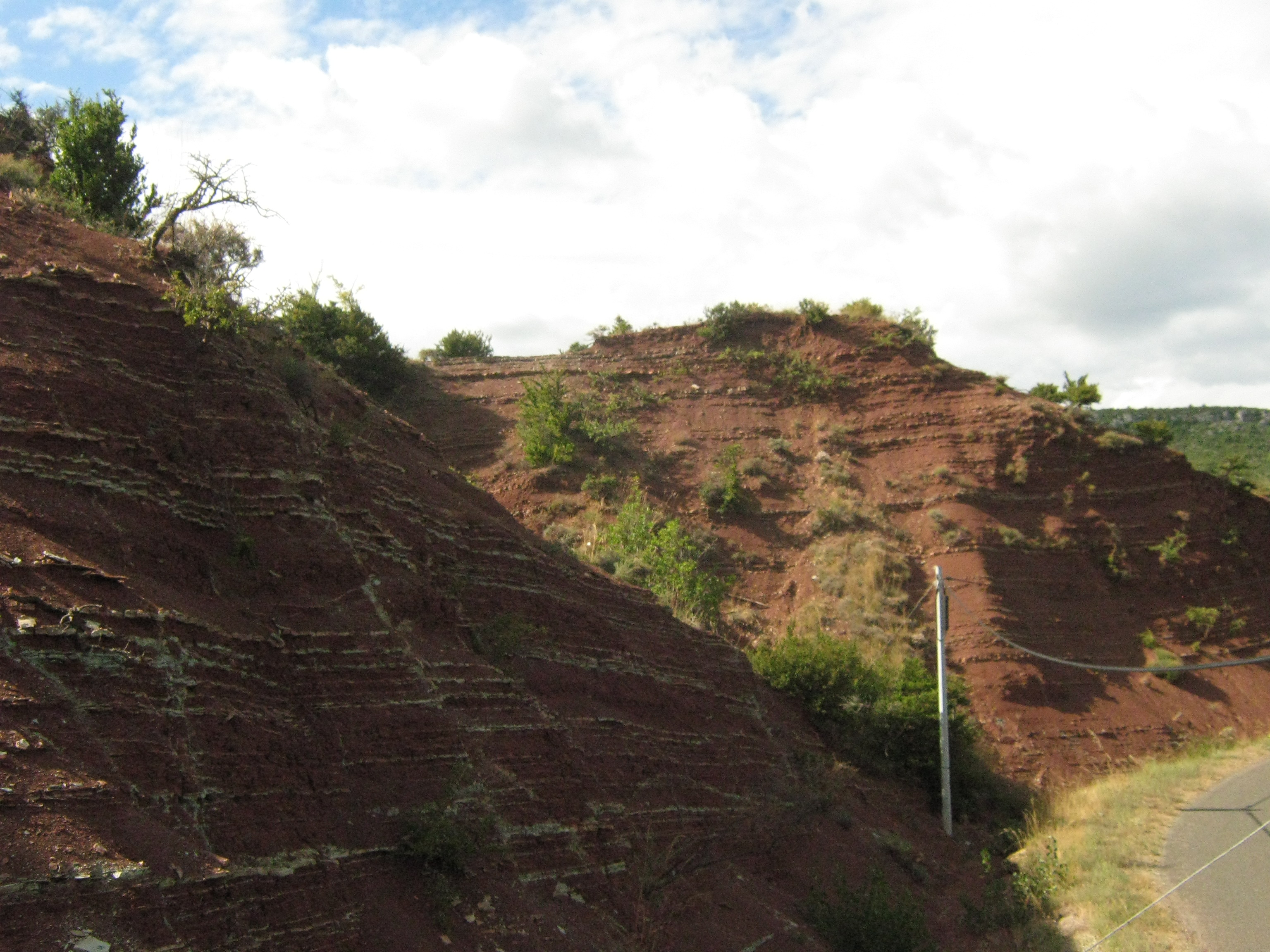
Ruffes dans la commune de Dio-et-Valquières.

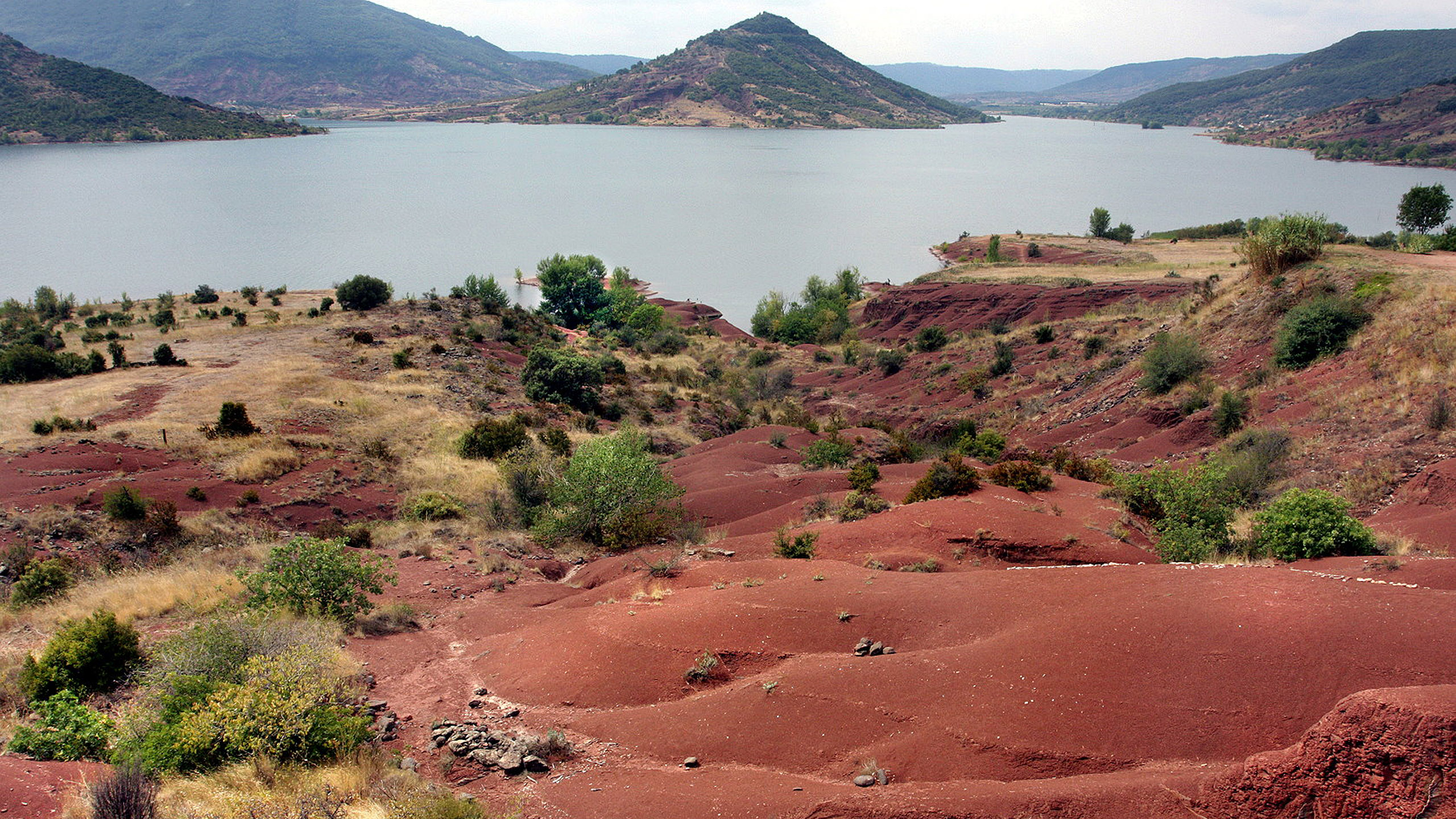
Ruffes du lac du Salagou.

« Ruffe » est le nom local employé dans l'Hérault pour désigner les terres rouges formées de pélites, une classe de roches sédimentaires détritiques dont les éléments ont un diamètre inférieur à 1/16 mm ou 0,0625 mm.

## Description
Le mot vient de l'occitan rufa, lui-même issu du latin rufus (rouge).
On retrouve cette étymologie dans les noms de lieux comme Le Ruffas dans la commune de La Tour-sur-Orb, ou le mas de Rufas dans la commune d'Octon.
Ces roches sont formées par la combinaison de sédiments argileux et d'oxydes de fer, d'où leur couleur rouge. Datées du Permien (fin du Paléozoïque, de -298 à -252 millions d'années), elles  sont le résultat d'un dépôt en milieu aquatique d'eau douce calme pour les grès blancs – « ruffe blanc » – et en milieu aride pour les grès rouges – « ruffe rouge » (sur la photo ci-contre l'on voit l'alternance entre grès blancs et grès rouges). 
Les ruffes sont caractéristiques du paysage du lac du Salagou.
À Saint-Jean-de-la-Blaquière, dans le canyon du Diable, les ruffes ont servi à construire d'anciennes cabanes de vigneron à la maçonnerie en grès rouge.
Dans le Rouergue ce type de sol s'appelle rougier.